# Alice Adams
 Alice Adams, también conocida como Sueños de juventud, es una película romántica de 1935 hecha por RKO y protagonizada por Katharine Hepburn. Fue dirigida por George Stevens y producida por Pandro S. Berman. El guion de Dorothy Yost, Mortimer Offner y Jane Murfin adapta la novela Alice Adams de Booth Tarkington. La banda sonora corrió a cargo de Max Steiner y Roy Webb, y la cinematografía de  Robert De Grasse. La película recibió nominaciones en los Premios Oscar a la Mejor Película y a Mejor Actriz.

## Sinopsis
En una familia de clase humilde, el padre y el hijo están satisfechos y se conforman con trabajar en una tienda; en cambio, la madre y la hija no dejan de urdir toda clase de estratagemas para intentar subir socialmente. Cuando la hija conoce al hombre de sus sueños, la madre arrastra al padre hacia un peligroso negocio, y planea impresionar al chico con una cena. 

## Reparto
- Katharine Hepburn como Alice Adams.
- Fred MacMurray como Arthur Russell.
- Fred Stone como Mr. Adams
- Evelyn Venable como Mildred Palmer.
- Frank Albertson como Walter Adams.
- Ann Shoemaker como Mrs. Adams
- Charles Grapewin como Mr. Lamb
- Grady Sutton como Frank Dowling.
- Hedda Hopper como Mrs. Palmer
- Hattie McDaniel como Malena.
- Jonathan Hale como Mr. Palmer
- Janet McLeod como Henrietta Lamb.
- Virginia Howell como Mrs. Dowling
- Zeffie Tilbury como Mrs. Dresser
- Ella McKenzie como Ella Dowling.

## Premios y nominaciones
Premios Óscar
La película fue nominada para el premio de la Academia a Mejor Película, y Hepburn al de mejor actriz . Aunque Bette Davis dijo que Hepburn merecía el premio, Hepburn terminó recibiendo la segunda mayoría de los votos, ya que Davis lo ganó por Dangerous.
| Categoría                | Persona                  | Resultado |
| ------------------------ | ------------------------ | --------- |
| Producción sobresaliente | Producción sobresaliente | Nominada  |
| Mejor actriz             | Katharine Hepburn        | Nominada  |

National Board of Review
| Año  | Reconocimiento              | Resultado |
| ---- | --------------------------- | --------- |
| 1935 | Diez mejores filmes del año | Incluida  |

- 1935: Premios del Círculo de Críticos de Cine de Nueva York: Nominada a Mejor Actriz (Katharine Hepburn)

## Recepción
Después de que los circuitos de cine dedujeran su porcentaje de exhibición de ventas de boletas, la película obtuvo una buena ganancia de $ 164,000.